# FN Herstal
FN Herstal (фр. Fabrique Nationale d'Herstal) — бельгійська провідна збройова компанія, що входить до складу холдингу Herstal Group, яка також володіє американськими збройовими підприємствами Winchester Repeating Arms Company та Browning Arms Company. Виробництво знаходиться в Бельгії, у місті Ерсталь, регіон Валлонія.
Компанія була заснована в 1889 році. Наразі є найбільшим експортером зброї в Європі.

## Історія
Компанія FN була утворена в бельгійському місті Ерсталь, яке знаходиться біля Льєжа, під назвою Fabrique Nationale d'Armes de Guerre (укр. Національна фабрика військової зброї) для виробництва 150 000 гвинтівок Mauser 89 на замовлення уряду Бельгії. Одним із засновників та головним акціонером підприємства був льєзький зброяр Анрі Піпер з компанії Anciens Etablissements Pieper. У 1897 році компанія вступила в довгострокові тісні відносини з знаменитим зброярем Джоном Браунінгом.
FN тривалий час був важливим виробником автомобілів та мотоциклів у Бельгії. Автомобілі вироблялись там з початку 1900-х до 1935 року. Виробництво мотоциклів тривало до 1967 року, а вантажівок — до 1970 року. У 1973 році назва компанії була змінена на сучасну — Fabrique Nationale d'Herstal. Це було зроблено для демонстрації того, що їхня продукція орієнтована не лише на армію, але й на цивільний та спортивний ринок.
Завод FN Manufacturing у Колумбії, штат Південна Кароліна, США, є підрозділом компанії FN Herstal. Цей завод був потрібен компанії передовсім для виробництва вогнепальної зброї для Армії США: автоматичної гвинтівки M16, легких кулеметів M249, кулеметів M240 і кулеметів M2.
Браунінг розпочав розробку пістолета GP35 "High Power", GP розшифровується як Grande Puissance (фр. "велика потужність"), який відомий як Browning Hi-Power. Пістолет був доопрацьований компанією FN Dieudonné Saive і з'явився на світ лише у 1935 році, майже через десятиліття після смерті Браунінга, і залишався у виробництві до 2017 року.

## Продукція

### Пістолети

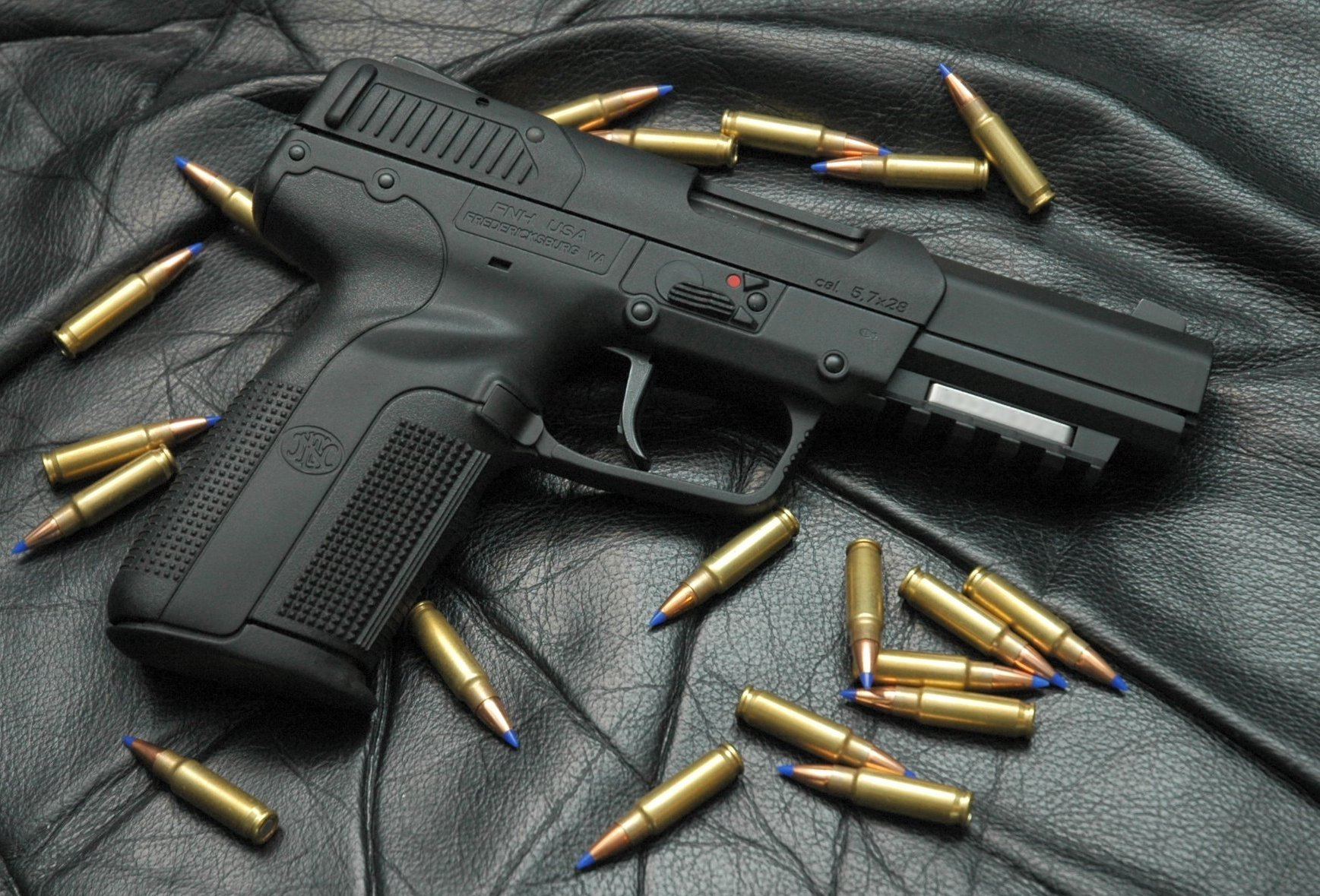
FN Five-seven

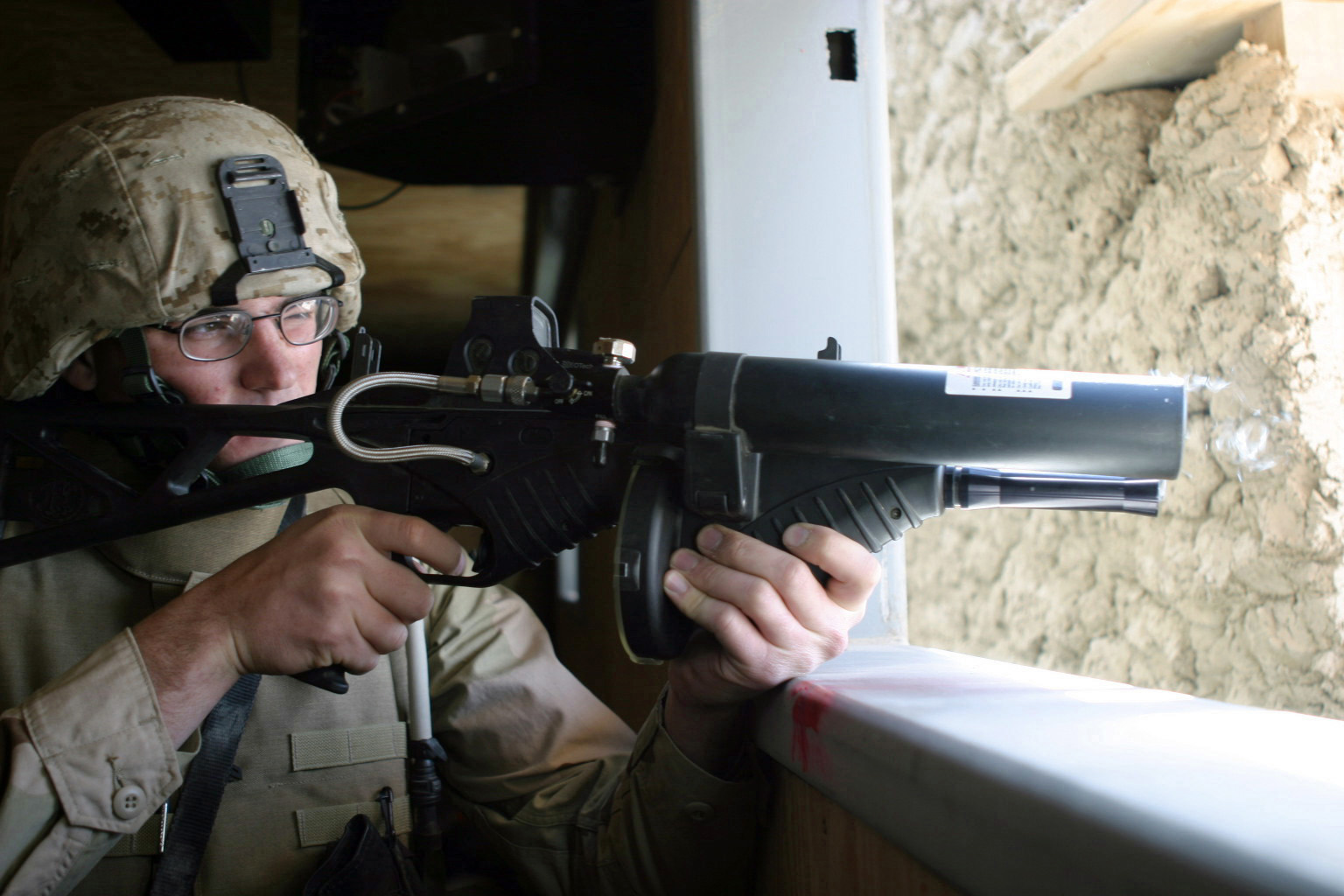
Морський піхотинець США з FN 303

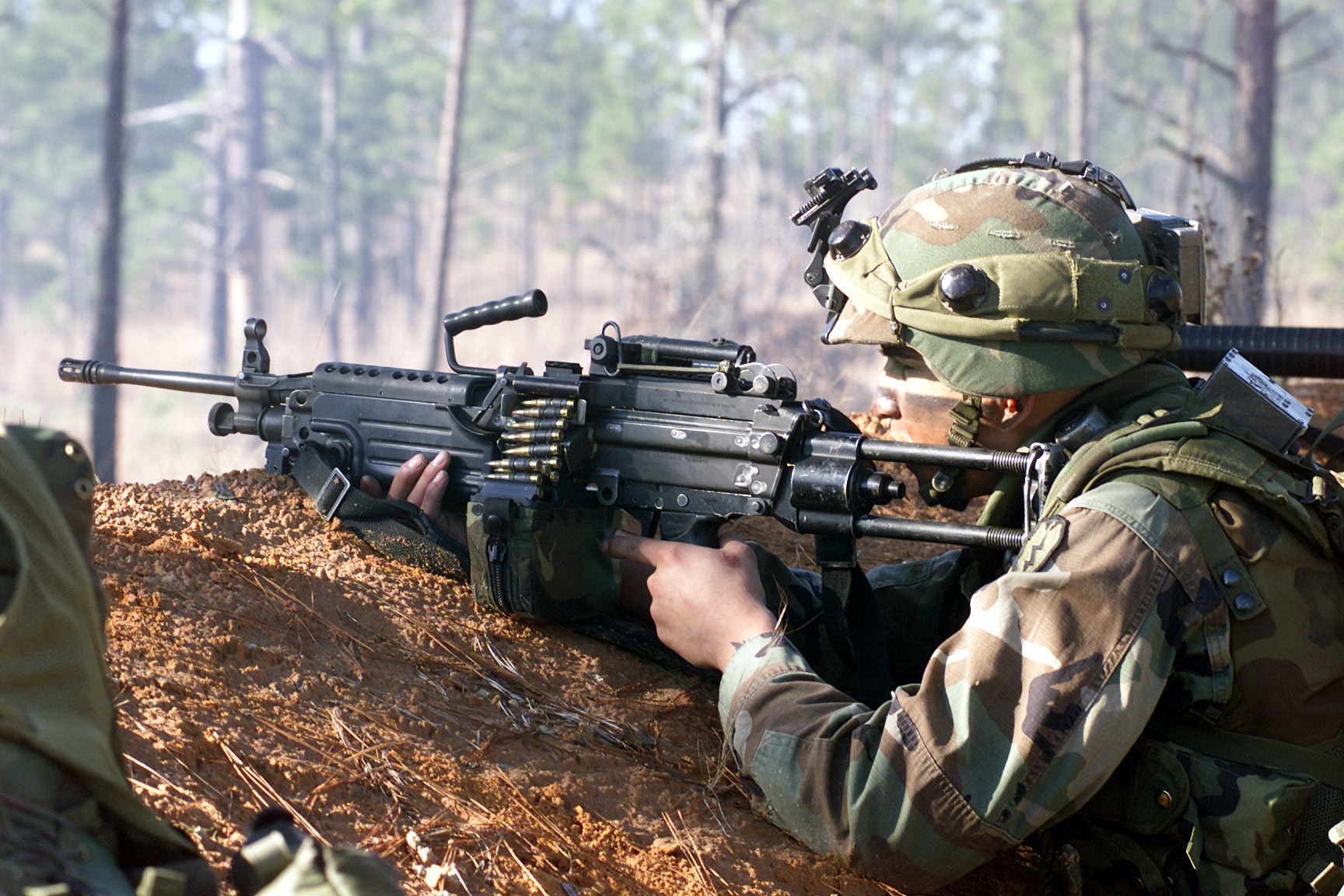
Морський піхотинець США з кулеметом FN Minimi

- FN Barracuda
- FN Five-seveN
- FN FNP
- FN FNX
- FN Forty-Nine
- FN Hi-Power
- Browning BDA
- Browning M1900
- FN Model 1903
- FN M1905
- FN Model 1910
- FN HiPer
- FN 509

### Пістолети-кулемети
- FN P90

### Гвинтівки
- FN CAL
- FN F2000
- FN FAL
- FN FNAR
- FN FNC
- M16
- M4
- FN Model 1949
- FN SCAR
- Mauser 98k
- Zastava M48
- FN SPR

### Кулемети
- M249
- FN BRG
- Browning M2
- FN MAG
- FN Minimi
- Mark 48
- BAR

## Цікаві факти
- Один з пістолетів компанії FN — FN Model 1910 калібру .380 ACP (серійний номер 19074) — був одним з чотирьох одиниць зброї, які були вилучені в убивць ерцгерцога Франца Фердинанда, хоча достеменно не відомо, чи саме з цього пістолету був зроблений постріл, який розв'язав Першу світову війну.